# Station Alastua
Alastua is een spoorwegstation in Tlogomulyo, Pedurungan, in het oostelijke deel van Semarang, de hoofdstad van de Indonesische provincie Midden-Java.

## Bestemmingen
- Kedung Sepur: naar Station Ngrombo en Station Semarang Poncol